# Toray Pan Pacific Open 2014
Il Toray Pan Pacific Open 2014 è stato un torneo di tennis giocato sul cemento. È stata la 39ª edizione del Toray Pan Pacific Open, che fa parte della categoria Premier nell'ambito del WTA Tour 2014. Si è giocato all'Ariake Coliseum di Tokyo, in Giappone, dal 15 al 21 settembre 2014.

## Partecipanti

### Teste di serie
| Nazionalità | Giocatrice           | Ranking* | Testa di serie |
| ----------- | -------------------- | -------- | -------------- |
| Germania    | Angelique Kerber     | 8        | 1              |
| Danimarca   | Caroline Wozniacki   | 9        | 2              |
| Serbia      | Ana Ivanović         | 10       | 3              |
| Serbia      | Jelena Janković      | 11       | 4              |
| Italia      | Sara Errani          | 12       | 5              |
| Slovacchia  | Dominika Cibulková   | 13       | 6              |
| Rep. Ceca   | Lucie Šafářová       | 15       | 7              |
| Spagna      | Carla Suárez Navarro | 18       | 8              |

* Ranking all'8 settembre 2014

### Altre partecipanti
Le seguenti giocatrici hanno ricevuto una wild card per il tabellone principale:
- Belinda Bencic
- Kimiko Date-Krumm
- Sabine Lisicki

Le seguenti giocatrici sono passate dalle qualificazioni:

- Marina Eraković
- Jarmila Gajdošová
- Dar'ja Gavrilova
- Alla Kudrjavceva

## Campioni

### Singolare femminile
Ana Ivanović ha sconfitto in finale  Caroline Wozniacki per 6-2, 7–6(2).
- È il quindicesimo titolo in carriera per l'Ivanovic, il quarto del 2014.

### Doppio femminile
Cara Black /  Sania Mirza hanno sconfitto in finale  Garbiñe Muguruza /  Carla Suárez Navarro per 6–2, 7–5.